# Východoslovenské noviny
A Východoslovenské noviny egy regionális politikai napilap volt az egykori Csehszlovákiában. Szlovákia Kommunista Pártja kelet-szlovákiai kerületi pártbizottságának sajtótermékeként Kassán adták ki. Első lapszáma 1958. január 10-én jelent meg. Kezdetben hetilapként, 1960. október 1-jétől kerületi (megyei) napilapként jelent meg. Példányszáma az 1970-es évek végén 56 000 volt. Az 1989-es rendszerváltás után megszűnt.